# مارشنان
کوه مارشنان در حدود ۶۰ کیلومتری شمال شرق شهر اصفهان و ۲۳ کیلومتری شمال شهرستان کوهپایه قرار دارد. این کوه با ارتفاع ۳۳۳۰ متر در ۱۵ کیلومتری جنوب شرق زفره از توابع شهرستان کوهپایه و ۳ کیلومتری روستای فشارک از توابع شهرستان کوهپایه در استان اصفهان در مرکز ایران جای دارد. بخش عمده این کوه از آندزیت و سنگ‌های آذرآواری متعلق به دوره ائوسن تشکیل شده و در میانه کمربند آتشفشانی سهند- بزمان قرار گرفته‌است. این کمربند کوهستانی بر اثر فعالیت‌های آتشفشانی و ژرف‌توده‌گرایی (پلوتونیسم) طی دوره ائوسن شکل گرفته و از آتشفشان سهند در شمال غرب تا آتشفشان بزمان در جنوب غرب ایران کشیده شده‌است.
کوه مارشنان به وسعت۱۴۵۰ کیلومترمربع درمیانه سه شهرستان کوهپایه، نائین و اردستان از شمال غرب به جنوب شرق کشیده شده‌است و بلندترین قله آن «مارشنان»۳۳۳۰ متر از سطح دریا ارتفاع دارد و در شرق روستای زفرهو شمال روستای فشارک قرار دارد. این کوهستان یکی ازمهمترین رشته کوه‌های استان اصفهان وهم چنین یکی ازمهمترین رشته کوه‌های مرکزی ایران به‌شمار می‌رود. کوهستان مارشنان از سمت شمال غرب به کوهستان دوروچین و از سمت شرق به کوه شده  می‌پیوندد و از مهم‌ترین قله‌های آن می‌توان به قله‌هایی مانند مارشنان، سرمست، آبگرم، لالوک، حسن‌آباد، چاه ماسه، وناوند، آب کم، چنارچه و پلتگی اشاره نمود. درقله اصلی این کوه تجهیزاتی از نیروی هوایی ارتش و صداوسیمای جمهوری اسلامی ایران به چشم می‌خورد. برای رسیدن به قله اصلی مارشنان یا قله دوم آن (که در کنار قله اصلی و حدود ۳۱۰۰ متر ارتفاع دارد) از محل مزرعه نچف به حدود چهار ساعت زمان نیاز داریم. بهترین و عمومی‌ترین مسیر برای صعود به قله مارشنان مسیر زفره - مزرعه نچف است.همچنین مسیرهای متعددی از روستای فشارک که دردامنه جنوبی آن واقع شده است جهت رسیدن به قله مارشنان وجود دارد که دارای جاذبه های طبیعی بسیاری ست ازجمله مسیر عبوری از لاسیری و یا مسیر عبوری از لابیدستون. قابل ذکرست واژه "لا" درنامگذاری محلی برگرفته از فضای بین دو کوه که عمدتا دارای پوشش یا گیاه خاصی بوده می باشد. که از 